# Konstantin Glinka
Konstantin Dimitrievitj Glinka, född 1867, död 1927, var en rysk geolog och markforskare.
Glinka blev 1900 professor i marklära vid lantbrukshögskolan i Novaja Alexandria i Polen. Glinkas arbeten inriktades företrädesvis på frågan om jordmånens samband med klimatförhållandena. På en mängd resor inom och utom Ryssland, och särskilt efter 1908 i asiatiska Ryssland, där han ledde undersökningsarbetena, utförde han viktiga undersökningar av denna. På möten och kongresser hävdade han den ryska forskningsriktningens resultat, att jordmånen inte endast är ett geologiskt begrepp utan lika mycket ett klimatologiskt.